# Tersilochus obscurator
Tersilochus obscurator är en stekelart som först beskrevs av Aubert 1959.  Tersilochus obscurator ingår i släktet Tersilochus och familjen brokparasitsteklar. Arten är reproducerande i Sverige. Inga underarter finns listade i Catalogue of Life.